# All Japan Pro Wrestling
Cet article concerne la fédération de catch japonaise. Pour la série de jeux vidéo de Sega, voir All Japan Pro Wrestling (série de jeux vidéo). Pour les articles homonymes, voir All Japan Pro Wrestling (homonymie).
Ne doit pas être confondu avec All Japan Women's Pro-Wrestling.
All Japan Pro Wrestling (AJPW) (全日本プロレス, Zen Nihon Puroresu) est une fédération de catch professionnel au Japon, fondée en 1972. C'est l'une des plus populaires fédérations de puroresu.
Créé par Shōhei « Giant » Baba après son départ de la Japan Wrestling Association (en), elle devient populaire grâce à la venue de plusieurs catcheurs américains.
Le style du catch de l'AJPW est le King's road, une variante du shoot wrestling.

## Histoire

### Contexte de la création
En 1960, Rikidōzan qui est alors promoteur de la Japan Wrestling Association (en) (JWA) décide d'entraîner Shōhei « Giant » Baba qui est alors un lanceur de baseball car il voit en lui tout comme en Kanji « Antonio » Inoki un possible successeur. Baba débute cette même année avant de partir aux États-Unis avant de revenir en 1963 alors que son maître, qui est alors le catcheur vedette de la JWA, vient de mourir d'une péritonite. Baba et Inoki restent fidèles à la JWA jusqu'en 1972. En 1972, Inoki tente de prendre le contrôle de la JWA avant d'être évincé et de fonder la New Japan Pro-Wrestling tandis que Baba lui créé lui aussi sa propre fédération, l'All Japan Pro Wrestling (AJPW).

### L'All Japan Pro Wrestling dans les années 1970 (1972-1980)
Baba obtient rapidement un accord avec la chaîne de télévision Nippon TV et engage les deux fils de Rikidōzan, Mitsuo et Yoshihiro Momota ainsi que des catcheurs de l'International Wrestling Enterprise (en). Il pense aussi à l'avenir en recrutant Tomomi « Jumbo » Tsuruta, un lutteur qui vient de participer aux Jeux olympiques d'été de 1972. Le premier spectacle de l'AJPW a lieu le 21 octobre 1972 où Giant Baba et Thunder Sugiyama perdent face à Bruno Sammartino et Terry Funk dans le match phare. Une rivalité entre Baba et Sammartino se met en place. De plus Baba engage The Destroyer, un catcheur masqué américain déjà connu au Japon pour avoir été l'un des adversaires de Rikidōzan
En 1973, l'AJPW met en place la Pacific Wrestling Federation (PWF), le bureau chargé de désigner les champions. C'est Baba qui devient le premier champion poids lourds PWF après une série de dix matchs. La fermeture de la JWA permet à Baba de faire de l'AJPW le territoire japonais de la National Wrestling Alliance (NWA) ce qui permet de faire venir des catcheurs américains et d'utiliser les ceintures de champion international poids-lourds et par équipe de la NWA. En fin d'année, Fritz Von Erich vient en tournée à l'AJPW où il affronte Baba.
Ses bonnes relations avec les dirigeants de la NWA ainsi qu'avec Dory Funk, Jr. et Fritz Von Erich permettent de faire venir des américains au Japon avec en contrepartie la venue de catcheurs japonais sur le sol américain. Ce partenariat avec la NWA permet aussi àBaba de remporter à trois reprises le championnat du monde poids lourd de la NWA au cours des tournées au Japon des champions.

### Les années 1980
Dans les années 1980, l'All Japan Pro Wrestling noue un partenariat avec l'American Wrestling Association (AWA). Jumbo Tsuruta devient peu à peu le catcheur vedette de la fédération en remportant le tournoi Champion Carnival en 1980. En 1988, des tensions apparaissent entre l'AJPW et la NWA car le champion du monde poids lourd de la NWA cesse de venir au Japon défendre son titre. La vente de la Mid-Atlantic Championship Wrestling (en), le territoire de la NWA qui gère le championnat du monde poids lourd, à Ted Turner marque la fin du partenariat avec la NWA. Le 10 juin 1988, Jumbo Tsuruta et Yoshiaki Yatsu unifient le championnat du monde par équipe de la PWF avec le championnat international par équipes de la NWA des Road Warriors pour créer le championnat du monde par équipes AJPW. En 1989, Giant Baba décide d'unifier les trois championnats poids lourd de la AJPW. Jumbo Tsuruta, qui est alors champion international poids lourd de la NWA, est le premier champion Triple Crown après sa victoire sur Stan Hansen, qui est champion poids lourd d'union national de la NWA et champion poids lourd de la PWF, le 18 avril.

### Les années 1990 et les quatre piliers du paradis
Au début des années 1990, Jumbo Tsuruta et Genichiro Tenryu sont les deux catcheurs vedette de la fédération. Cependant Tenryu décide subitement de prendre sa retraite en avril 1990 avant d'aller à Super World of Sports et d'être suivi par d'autres catcheurs. Dans le même temps, Tsuruta contracte une hépatite B en 1992 et Giant Baba se retrouve à devoir mettre en avant de jeunes catcheurs,. Il décide tout d'abord de faire confiance en Mitsuharu Misawa qui bat Tsuruta dans un match pour désigner le challenger pour le championnat Triple Crown alors détenu par Stan Hansen. Ce match passe pour une passation de témoin entre Tsuruta, la star des années 1980, et Misawa. Misawa devient champion Triple Crown le 22 août 1992 après sa victoire face à Stan Hansen. Par la suite Baba met en avant d'autres : Kenta Kobashi, Toshiaki Kawada et Akira Taue et la presse commence à les surnommer les quatre piliers du paradis.

### Le style pratiqué depuis sa création: le King's Road
L'All Japan Pro Wrestling se distingue de la New Japan Pro-Wrestling rapidement par un style beaucoup plus proche du catch pratiqué aux États-Unis. Ce style prend le nom de King's Road et est proche de celui de la National Wrestling Alliance dans les années 1970. Giant Baba s'inspire de ce style et y ajoute des spécificités : chaque catcheurs a trois types de prises (des prises basiques, des prises aux impacts plus puissant et des prises de finition) et les rivalités entre les catcheurs s'étendent sur plusieurs années afin de créer une tension dramatique lors des matchs concluants ces rivalités.

## Les ceintures et tournois
| Championnat                                | Champion(s) actuel(s)                                  | Victoire        |
| ------------------------------------------ | ------------------------------------------------------ | --------------- |
| AJPW Triple Crown Heavyweight Championship | Yuma Anzai (1)                                         | 30 mars 2024    |
| AJPW World Tag Team Championship           | Jun et Rei Saito (en) (2)                              | 30 mars 2024    |
| AJPW World Junior Heavyweight Championship | Naruki Doi (2)                                         | 13 juillet 2024 |
| AJPW All Asia Tag Team Championship        | Musashi (en) et Seiki Yoshioka (1)                     | 24 juin 2024    |
| Gaora TV Championship                      | Fuminori Abe (en) (1)                                  | 24 juin 2024    |
| AJPW TV Six Man Tag Team Championship      | Chihiro Hashimoto (en), Shuji Ishikawa et Yuu (en) (1) | 18 juillet 2024 |

AJPW tournoi annuel :
| Tournoi                                    | Vainqueur(s)                       | Victoire        |
| ------------------------------------------ | ---------------------------------- | --------------- |
| Champion Carnival                          | Kento Miyahara                     | 12 mai 2024     |
| Junior Battle of Glory                     | Dan Tamura (en)                    | 6 décembre 2023 |
| Junior Tag Battle of Glory                 | Kaito Ishida (en) et Kotarō Suzuki | 4 mai 2023      |
| Ōdō Tournament                             | Satoshi Kojima                     | 27 août 2023    |
| World's Strongest Tag Determination League | Katsuhiko Nakajima et Hokuto Omori | 6 décembre 2023 |